# آلتین‌داغ
آلتین‌داغ (کوه زرین) (انگلیسی: Altyn-Tagh) یا آلتین‌تاغ کوهستانی است در شمال غربی چین که شرق حوضه تاریم را از فلات تبت جدا می‌کند. آلتین‌داغ بخشی از رشته کوه‌های جنوب دریاچه لوپ نور است. یک سوم غربی کوهستان آلتین‌داغ در سین‌کیانگ قرار گرفته اما قسمت شرقی آن مرز بین چینگ‌های در جنوب و سین‌کیانگ و گانسو در شمال را تشکیل می‌دهد.
آلتین‌داغ همچنین نام کوهی با ارتفاع ۵۸۳۰ متر در نزدیکی انتهای شرقی این کوهستان است که بلندترین نقطه گانسو به‌شمار می‌آید.
درازای کوهستان آلتین‌داغ حدود ۸۰۰ کیلومتر است و مواد معدنی آن عبارتند از کرومیت، کانی سرب، روی، نیکل، و پلاتین.